# Sarı Saltık

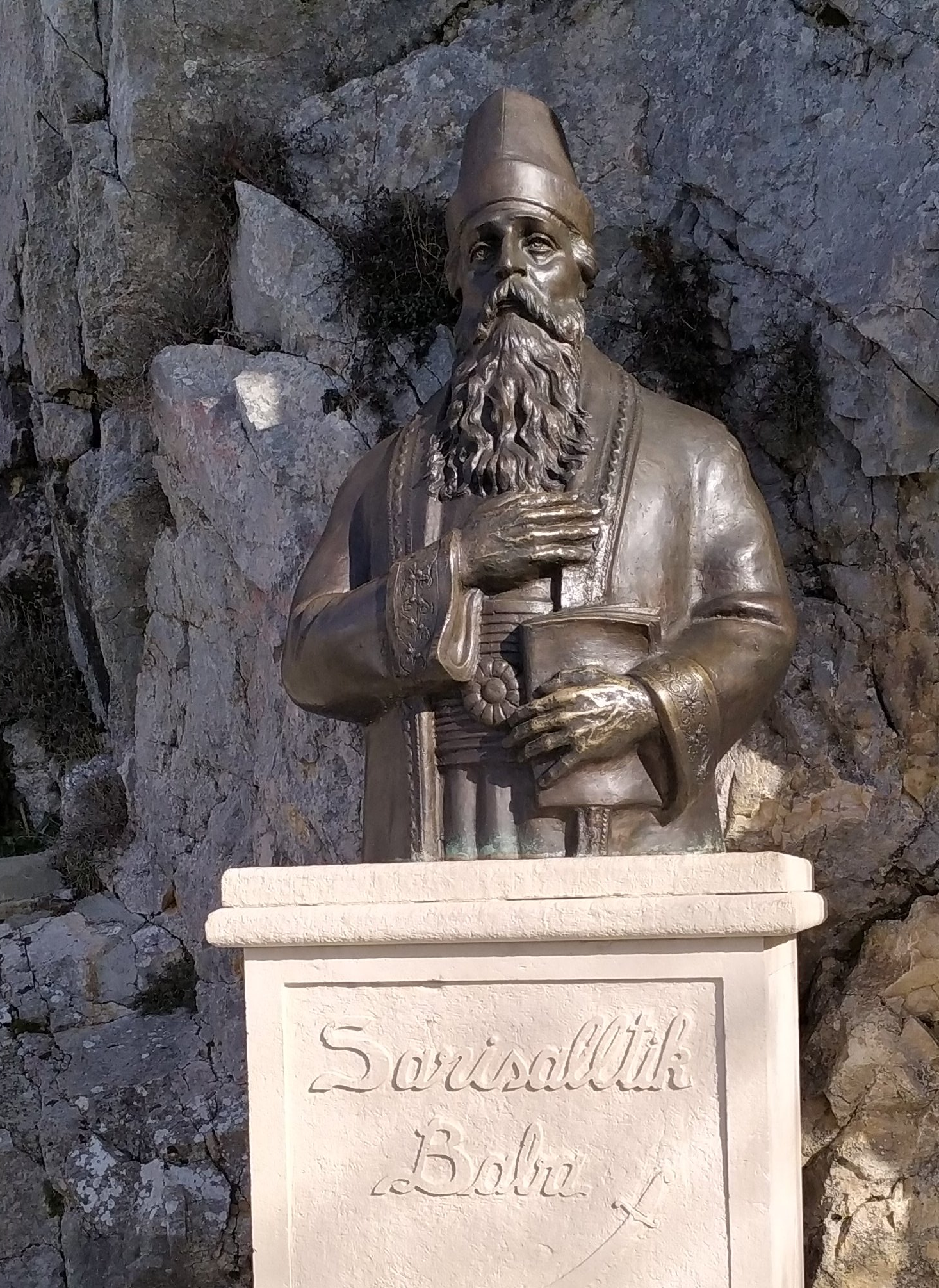
Estatua de Sarl Saltik en una montaña de Krujë.

Sari Saltik, también conocido por los siguientes nombres: en  turco: Sarı Saltuk , en  Turco otomano: صارى صالتق Sari Ṣaltı̊q, también conocido como Sari Saltuk Baba o Dede. Murió entre los años 1297 a 1298, fue un semilegendario derviche turco del siglo XIII , venerado como un santo por los Bektashis en los Balcanes y en partes del Medio Oriente.

## Figura histórica
De acuerdo con el viajero del siglo XVII Evliya Çelebi, su verdadero nombre era Mehmed, y era originario de Bujará. Según el viajero marroquí del siglo XIV Ibn Battuta, Saltik era un «devoto estático», aunque se cuentan cosas de él que son reprendidas por la  Ley Divina. Es considerado por varias fuentes como un discípulo de Mahmud Hayran, de Haji Bektash Veli, o de uno de los sucesores de Ahmed ar-Rifa'i. El historiador de principios del siglo XX, Frederick Hasluck, lo consideró un santo de la tribu  tártara de Crimea, que trajo su culto a Dobruja, territorio localizado entre el curso bajo del río Danubio y el mar Negro, incluido el delta del Danubio, la costa de Rumania y la zona más septentrional de la costa búlgara del mar Negro, desde donde fue difundido por los Bektashis.
Según la narración Oghuzname del siglo XV, en 1261 acompañó a un grupo de Anatolia  turkomans a Dobruja, que fue colonizada por el emperador bizantino  Miguel VIII para proteger la frontera norte del imperio. Sin embargo, Dobruja fue ocupado por los tártaros en el mismo período. La misma fuente lo sitúa en Crimea después de 1265, a lo largo de los turcomanos transferidos allí por Tatar khan Berke , y después de 1280 lo menciona conduciendo a los nómadas de vuelta a Dobruja. Después de la muerte de Sari Saltik, parte de los turcomanos regresaron a Anatolia, mientras que otros permanecieron y se hicieron cristianos, convirtiéndose en los antepasados de la gente Gagauz 
. Esta migración tiene características de una épica popular y su historicidad es cuestionada por algunos estudiosos.

### Legado en Babadağ
La ciudad de Babadag (en turco, Babadağ, Montaña de Baba ), en la  rumana Dobruja, identificada con la ciudad de Baba Saltuq visitada en 1331 o en 1332 por Ibn Battuta, se dice que lleva su nombre. Las fuentes más antiguas sobre Sari Saltik ubican su tumba en el área de la futura ciudad. Esta tumba fue visitada en 1484/1485 por el sultán otomano Bayezid II durante una campaña militar y después de reportar una importante victoria, ordenó la construcción de un complejo religioso y educativo aquí, incluido un mausoleo de Saltik, terminado en 1488, alrededor del cual se desarrolló la ciudad. Según Evliya Çelebi encontraron durante la construcción un sarcófago de mármol con una inscripción tártara que acreditaba que era la tumba del santo. Sin embargo, este descubrimiento milagroso no se menciona en otras fuentes al hablar sobre el paso del sultán por la ciudad.
Babadag se convirtió en un importante lugar de peregrinación, visitado en 1538 por Suleiman el Magnífico, y el centro urbano más importante en el siglo XVI en Dobruja. La ciudad sin embargo decayó durante las guerras frecuentes que devastaron y quemaron la región durante el siglo XVII junto con el mausoleo a Saltik, durante las  Guerras ruso-turcas. Un simple tèbe abovedado fue reconstruido sobre la tumba del santo en 1828. El mausoleo en Babadag sigue siendo de relativa importancia incluso hoy en día, y fue recientemente renovado, fue reinaugurado en 2007 por el primer ministro turco Recep Tayyip Erdoğan.

## Figura legendaria
En varias leyendas, se identifica con santos cristianos ( San Jorge , Elías , San Nicolás , San Simeón , San Naum o San Spiridón ). Según una leyenda, su cuerpo fue enterrado en siete ataúdes, en pueblos remotos en las tierras de los infieles. Hoy en día, supuestas tumbas (türbe) se encuentran en los Balcanes ( Blagaj pueblo de Mostar, Krujë, Kaliakra) y el oeste de Anatolia.en Nicea.